# 246837 Bethfabinsky
246837 Bethfabinsky este un asteroid din centura principală de asteroizi.

## Descriere
246837 Bethfabinsky este un asteroid din centura principală de asteroizi. A fost descoperit pe 13 februarie 2010 în Statele Unite, în cadrul programului WISE. Asteroidul prezintă o orbită caracterizată de o semiaxă mare de 3,04 ua, o excentricitate de 0,16 și o înclinație de 8,3° în raport cu ecliptica.